# Janet Gardner
Janet Patricia Gardner (Juneau, 21 marzo 1962) è una cantante statunitense, ex cantante della rock band tutta al femminile delle Vixen.

## Biografia
Janet Gardner si avvicina alla musica in tenera età cantando nel coro della scuola e prendendo lezioni di pianoforte e chitarra. Nel 1983 si unisce alla prima formazione delle Vixen. Il gruppo si stabilizza con Gardner, Jan Kuehnemund, Roxy Petrucci e Share Pedersen, prima di firmare un contratto con la EMI. Nel 1988 viene pubblicato l'album di debutto Vixen, che ottiene grande successo trainato dai singoli Edge of a Broken Heart e Cryin'. Segue un lungo tour in compagnia di Ozzy Osbourne, Scorpions, Bon Jovi e altri. Le Vixen registrano il loro secondo album Rev It Up nel 1990. Dopo un nuovo tour con i Deep Purple e Kiss, la band decide di sciogliersi per divergenze musicali nel 1991. Janet riforma le Vixen con Roxy Petrucci nel 1997 per pubblicare il nuovo album Tangerine, ma la riunione termina presto a causa dell'insuccesso del nuovo lavoro. Quando Jan Kuehnemund riforma nuovamente la band, questa volta nel 2005, Janet non viene invitata.
Durante il periodo di pausa dalle Vixen, Gardner ottiene la laurea per diventare igienista dentale nel 2005. Continua a svolgere tale attività nei periodi in cui non è impegnata in progetti musicali.
Nel 2012 la cantante si riunisce definitivamente alle Vixen. Nel 2017 pubblica il suo primo album solista omonimo. Il 16 gennaio 2019, ha pubblicato su Facebook la uscita da Vixen e il 22 gennaio Lorraine Lewis di Femme Fatale, un'altra band tutta al femminile dal 2013 al suo scoglimento più tardi nel 2019 che era una contemporanea di Vixen negli anni '80, è stata nominata la sua sostituta.

## Discografia

### Solista
- Janet Gardner (2017)
- Your Place in the Sun (2019)

### Con le Vixen
- Vixen (1988)
- Rev It Up (1990)
- Tangerine (1998)